# 세르클러 브뤼허 KSV
세르클러 브뤼허 KSV(Cercle Brugge Koninklijke Sportvereniging, Cercle Brugge K.S.V.)는 벨기에 브뤼허의 축구 클럽으로 현재 주필러리그에서 활동하고 있다.

## 성적
- 벨기에 1부 리그: 우승 3회 (1910-11, 1926-27, 1929-30)
- 벨기에 2부 리그: 우승 4회 (1937-38, 1970-71, 1978-79, 2002-03), 준우승 1회 (1960-61)
- 벨기에 컵: 우승 2회 (1926-27, 1984-85), 준우승 4회 (1912-13, 1985-86, 1995-96, 2009-10)
- 벨기에 슈퍼컵: 준우승 2회 (1984-85, 1995-96)

## 선수 명단

### 현역
참고: FIFA 자격 규정에 따라 소속된 국가대표팀 국기를 표시합니다. 선수는 복수의 FIFA 비회원국 국적을 가지고 있을 수 있습니다.
| 번호 | 포지션 | 국적     | 이름                            |
| ---- | ------ | -------- | ------------------------------- |
| 1    | GK     |          | 워레슨                          |
| 3    | MF     |          | 에드가라스 우트쿠스             |
| 7    | FW     |          | 말라민 에페켈레                 |
| 10   | FW     |          | 펠리페 아우구스토               |
| 11   | MF     | 에콰도르 | 알란 민다                       |
| 20   | DF     | 포르투갈 | 플라비우 바질루아 자신투 나진후 |

| 번호 | 포지션 | 국적         | 이름        |
| ---- | ------ | ------------ | ----------- |
| 99   | FW     | 부르키나파소 | 압둘 와타라 |

## 역대 감독
| 감독            | 임기        |
| --------------- | ----------- |
| 기 티           | 1954 ~ 1958 |
| 조르주 레이컨스 | 1984 ~ 1987 |
| 조르주 레이컨스 | 1993 ~ 1994 |